# Fallis (Alberta)
Pour l’article homonyme, voir Fallis (Oklahoma).
Fallis est un hameau situé dans la province d'Alberta, dans le centre.